# ジョン・クリフォード (第9代クリフォード男爵)

クリフォード家の紋章

第9代クリフォード男爵ジョン・クリフォード（英語: John Clifford, 9th Baron de Clifford、1435年4月8日 - 1461年3月28日）は、イングランドの貴族で、薔薇戦争中のランカスター軍の指揮官であった。一時期ヘンリー6世の王妃マーガレット・オブ・アンジューの右腕として活躍した。

## 生涯
第8代クリフォード男爵トマス・クリフォード（英語: Thomas Clifford, 8th Baron de Clifford）の息子であったジョンは、1455年の第1次セント・オールバーンズの戦いで父親が戦死すると、男爵位を継承した。恐らく「父トマスの仇討ち」という動機に駆られて、ジョン・クリフォードはランカスター軍の最前線にやってきた。1460年のウェイクフィールドの戦いの戦後処理では、ヨーク派の首魁であるヨーク公リチャードの息子ラットランド伯エドムンド（17歳）の処刑を手配した。ヨーク公は戦闘で死亡した。
クリフォードは翌年のフェリブリッジの戦いの最中に、不注意にも鎧の喉当て（gorget）を外していた際、喉を射抜かれて戦死している。このおかげで息子ヘンリーは私権剥奪の目に遭っている（後に回復する）。